# Revonnas
Revonnas település Franciaországban, Ain megyében. Lakosainak száma 905 fő (2022. január 1.). Revonnas Ceyzériat, Journans, Bohas-Meyriat-Rignat, Montagnat, Ramasse és Tossiat községekkel határos.

## Népesség
A település népessége az elmúlt években az alábbi módon változott:
| Lakosok száma | 284  | 390  | 438  | 630  | 912  | 938  | 905  | 888  | 892  | 905  |
|               | 1968 | 1982 | 1990 | 2006 | 2013 | 2015 | 2017 | 2019 | 2020 | 2022 |